# (9931) Herbhauptman
(9931) Herbhauptman – planetoida z pasa głównego asteroid okrążająca Słońce w ciągu 3 lat i 243 dni w średniej odległości 2,38 j.a. Została odkryta 18 kwietnia 1985 roku. Przed nadaniem nazwy planetoida nosiła oznaczenie tymczasowe (9931) 1985 HH.